# 하지카노촌
하지카노촌(初鹿野村)은 야마나시현 히가시야마나시군에 있던 촌이다. 현재의 고슈시에 해당한다.

## 역사
- 1889년 7월 1일 - 정촌제 시행에 의해 근세이후의 시모소네촌이 단독으로 지자체를 형성하였다.
- 1941년 1월 1일 - 쓰루제촌, 히가시야쓰시로군 히카게촌, 다노촌, 도쿠사촌과 합병해 야마토촌이 성립하여, 동일 하지카노촌은 폐지되었다.

## 교통

### 철도
- 일본국유철도
  - 주오본선

### 도로
- 국도 제20호선

현재는 구촌에 주오자동차도가 지나가지만, 당시엔 미개통

## 참고문헌
- 角川日本地名大辞典 19 山梨県